# Sách điện tử

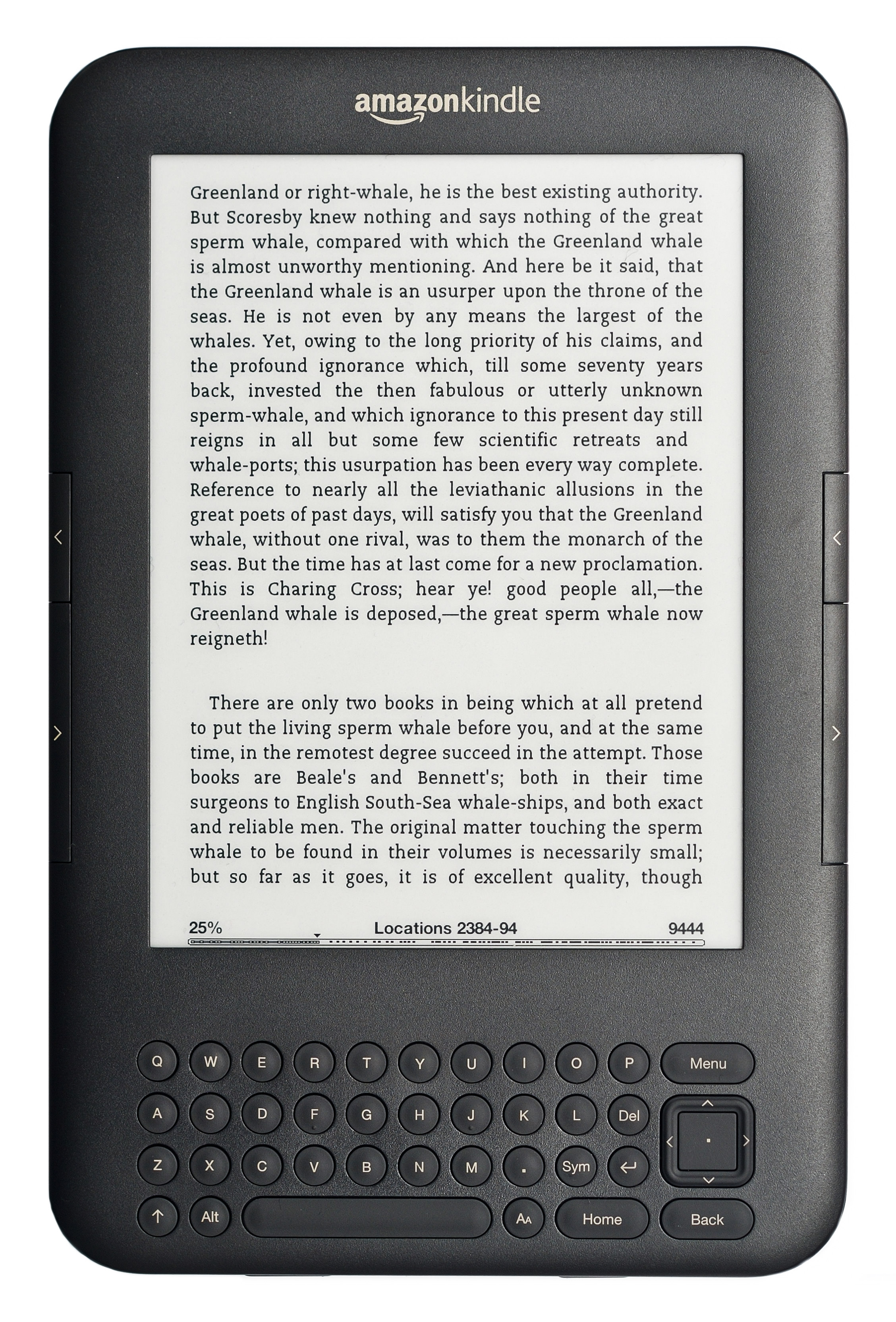
e-reader Kindle Keyboard của Amazon đang hiển thị một trang e-book

Sách điện tử (tiếng Anh: electronic book; viết tắt: e-book hay eBook), là một quyển sách được xuất bản và phát hành cho các thiết bị kỹ thuật số, bao gồm văn bản, hình ảnh hoặc cả hai, có thể đọc được trên màn hình phẳng của máy tính hoặc các thiết bị điện tử khác. Mặc dù đôi khi được định nghĩa là "phiên bản điện tử của một cuốn sách in", một số sách điện tử tồn tại mà không có một bản in tương đương..Sách điện tử có thể được đọc trên các thiết bị e-reader chuyên dụng, nhưng cũng có thể trên bất kỳ thiết bị máy tính nào có màn hình xem có thể kiểm soát, bao gồm máy tính để bàn, laptop, máy tính bảng và điện thoại thông minh và pocket PC.
Trong những năm 2000, có một xu hướng bán sách và sách điện tử chuyển sang Internet, nơi độc giả mua sách giấy truyền thống và sách điện tử trên các trang web sử dụng hệ thống thương mại điện tử. Với sách in, người đọc đang ngày càng duyệt qua các hình ảnh bìa sách trên trang web của nhà xuất bản hoặc cửa hàng sách, chọn và đặt hàng sách trực tuyến; các sách giấy sau đó được gửi đến người đọc bằng bưu điện hoặc một dịch vụ chuyển phát khác. Với sách điện tử, người dùng có thể duyệt qua các tên sách trực tuyến, sau đó khi chọn và đặt tên sách, sách điện tử có thể được gửi trực tuyến hoặc người dùng có thể tải xuống trực tiếp. Vào đầu năm 2012 ở Hoa Kỳ, số lượng sách điện tử đã được xuất bản trực tuyến nhiều hơn số lượng sách giấy bìa cứng được phân phối.
Những lý do chính khiến mọi người mua sách điện tử trực tuyến có thể là giá thấp hơn, sự thoải mái hơn (vì họ có thể mua tại nhà hoặc khi đang di chuyển với thiết bị di động) và nhiều lựa chọn tên sách hơn Với e-books, "[dấu trang điện tử giúp việc tham khảo dễ dàng hơn và trình đọc sách điện tử có thể cho phép người dùng chú thích các trang."  "Mặc dù sách hư cấu và phi hư cấu có định dạng sách điện tử, tài liệu kỹ thuật đặc biệt phù hợp để phân phối sách điện tử vì nó có thể được [tìm kiếm] bằng điện tử" cho các từ khóa. Ngoài ra, đối với sách lập trình, các ví dụ mã có thể được sao chép. Số lượng đọc sách điện tử đang tăng lên ở Hoa Kỳ; vào năm 2014, 28% người trưởng thành đã đọc sách điện tử, so với 23% vào năm 2013. Điều này đang tăng lên, bởi vì vào năm 2014, 50% người Mỹ trưởng thành có máy đọc sách điện tử hoặc máy tính bảng, so với 30% sở hữu các thiết bị như vậy trong 2013.
Ngày nay, với sự bùng nổ của Internet giúp cho sách điện tử càng được nhiều người quan tâm. Hầu hết các cuốn sách giấy nổi tiếng như các năm 1993 đã được nhiều tác giả và nhà xuất bản chuyển sang thành sách điện tử để thuận tiện việc in ấn, xuất bản. Nhiều trang web hiện nay được lập ra để bán các ấn phẩm của nhiều tác giả nổi tiếng về tri thức kèm theo đó có thể thông tin và chia sẻ với nhiều bạn đọc khác.

## Thuật ngữ

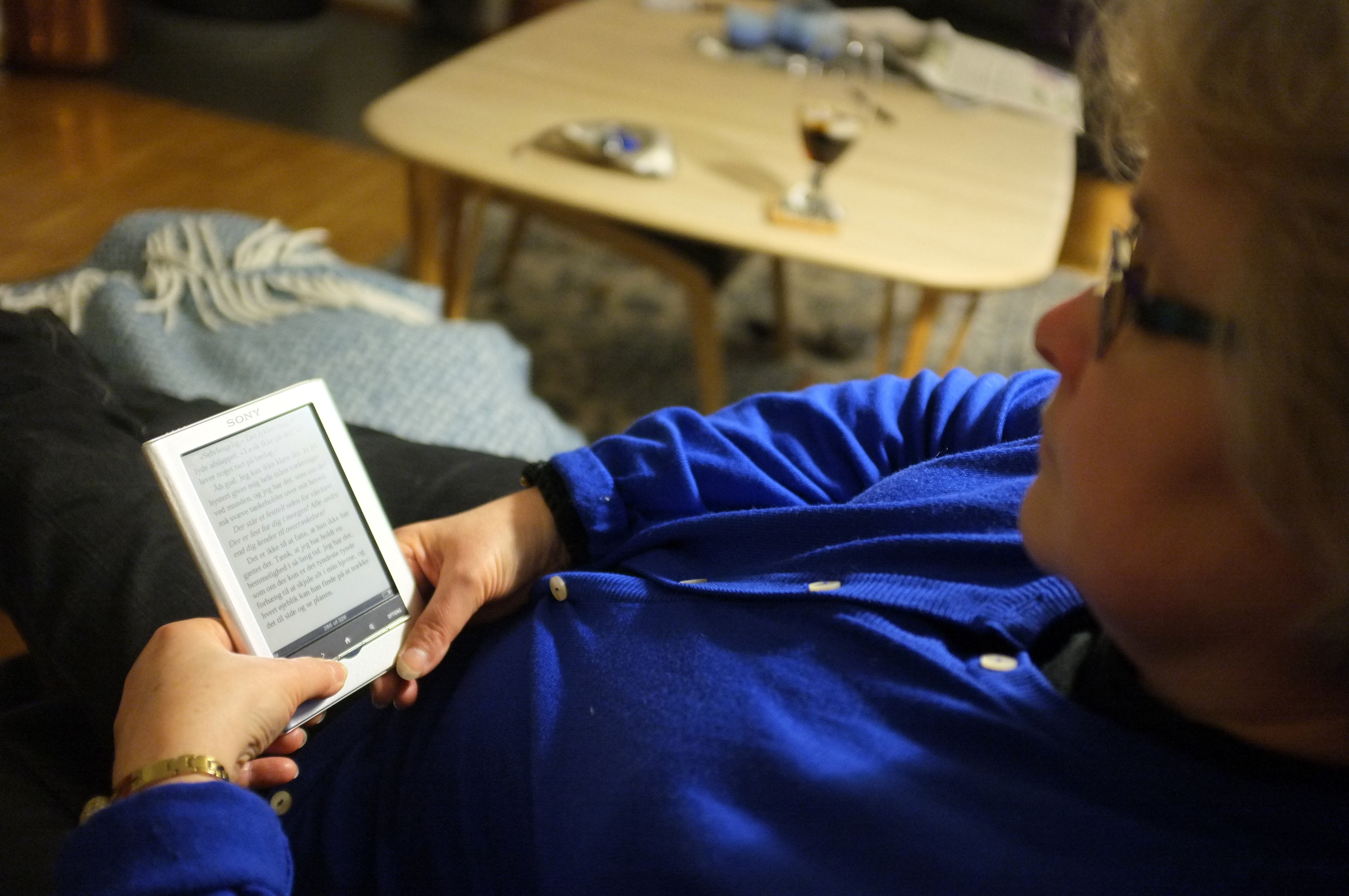
Một người phụ nữ đang đọc e-book trên một e-reader

Sách điện tử hay E-books cũng được gọi là "ebooks", "eBooks", "Ebooks", "e-Books", "e-journals", "e-editions", hay "sách kỹ thuật số". Một thiết bị được thiết kế dành riêng để đọc sách điện tử được gọi là "e-reader", "ebook device", hay "eReader".

## Lịch sử

### The Readies(1930)
Một số người theo dõi khái niệm về một trình đọc sách điện tử, một thiết bị cho phép người dùng xem sách trên màn hình, đến bản tuyên ngôn năm 1930 của Bob Brown, được viết sau khi xem "talkie" đầu tiên của anh ấy (bộ phim có âm thanh). Ông đặt tiêu đề cho nó là The Readies, phát huy ý tưởng của "talkie". ITrong cuốn sách của mình, Brown nói rằng các bộ phim đã vượt qua cuốn sách bằng cách tạo ra các "bộ đàm" và kết quả là, việc đọc nên tìm một phương tiện mới:
Một máy đọc sách đơn giản mà tôi có thể mang theo hoặc di chuyển xung quanh, gắn vào bất kỳ phích cắm điện cũ nào và đọc tiểu thuyết hàng trăm ngàn từ trong 10 phút nếu tôi muốn.

Tuy nhiên, quan niệm của Brown tập trung nhiều vào cải cách chính tả và từ vựng hơn là phương tiện ("Đã đến lúc rút nút chặn "và bắt đầu" một cuộc cách mạng đẫm máu của từ này"): giới thiệu số lượng lớn các ký hiệu portmanteau để thay thế các từ thông thường và dấu câu để mô phỏng hành động hoặc chuyển động; Vì vậy, không rõ liệu điều này có phù hợp với lịch sử của "sách điện tử" hay không. Những độc giả điện tử sau này không bao giờ theo một mô hình nào giống như của Brown; tuy nhiên, ông dự đoán chính xác sự thu nhỏ và tính di động của thiết bị đọc điện tử. Trong một bài báo, Jennifer Schuessler viết: "Cỗ máy, Brown lập luận, sẽ cho phép người đọc điều chỉnh kích cỡ loại, tránh cắt giấy và lưu cây, tất cả trong khi vội vã trong ngày khi các từ có thể được ghi lại trực tiếp trên ether.'" Brown tin rằng thiết bị đọc điện tử (và quan niệm của ông về việc thay đổi văn bản) sẽ mang lại một cuộc sống hoàn toàn mới cho việc đọc. Schuessler tương quan nó với một đoạn DJ xoay các bài hát cũ để tạo ra một nhịp hoặc một bài hát hoàn toàn mới, trái ngược với chỉ là một bản phối lại của một bài hát quen thuộc.

### Người phát minh
Các nhà phát minh của cuốn sách điện tử đầu tiên không được nhiều người đồng ý. Một số ứng cử viên đáng chú ý bao gồm:

### Định dạng E-book

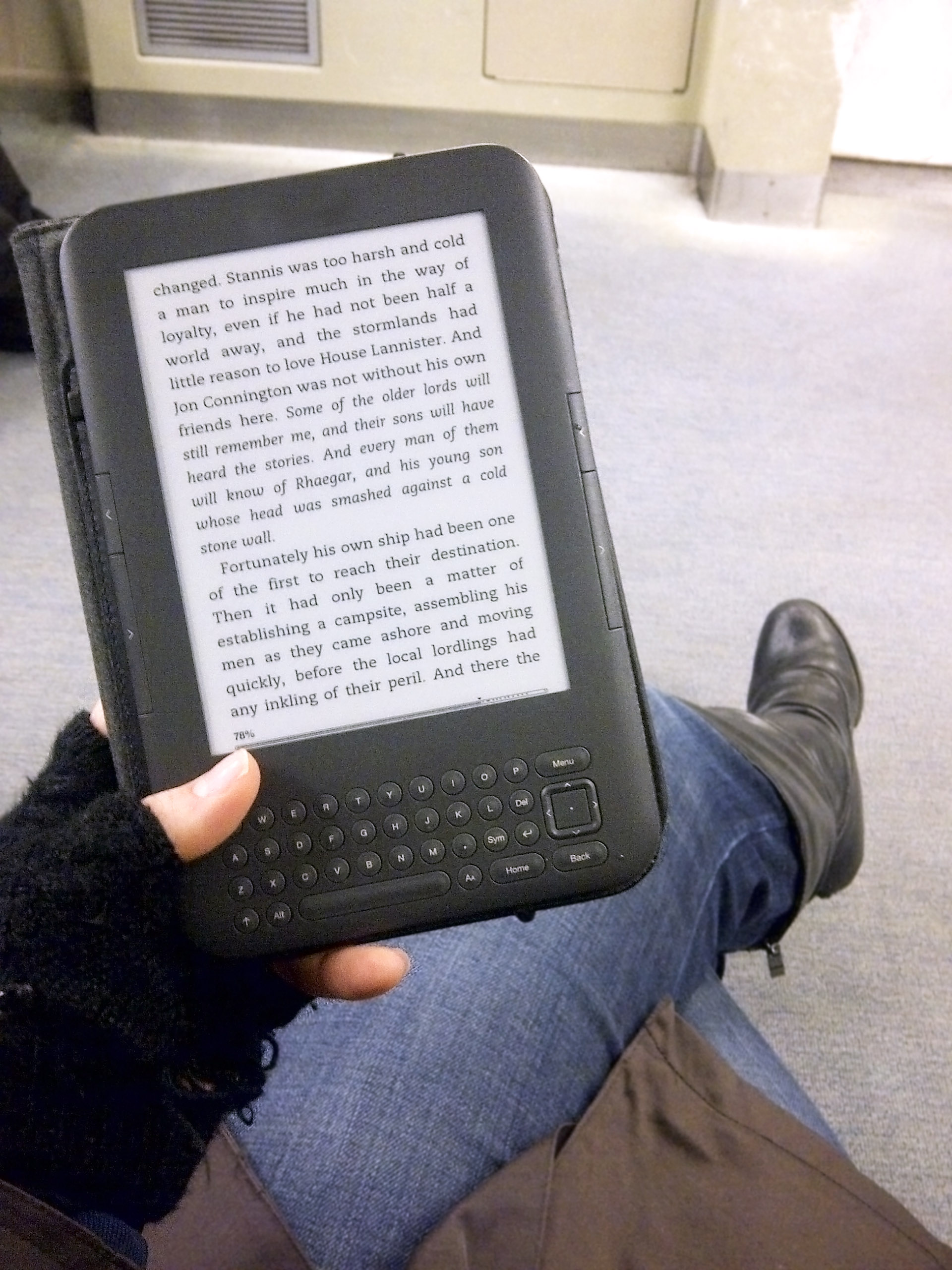
Đọc sách điện tử trên phương tiện công cộng

Khi các định dạng sách điện tử xuất hiện và phát triển, một số hỗ trợ thu được từ các công ty phần mềm lớn, chẳng hạn như Adobe với định dạng PDF của họ được giới thiệu 1993. không giống phần lớn các định dạng khác, Các tài liệu PDF thường được gắn với một kích thước và bố cục cụ thể, thay vì điều chỉnh linh hoạt với trang hiện tại, cửa sổ hoặc kích thước khác. Các thiết bị đọc sách điện tử khác nhau tuân theo các định dạng khác nhau, hầu hết chúng chấp nhận sách chỉ trong một hoặc một vài định dạng, do đó phân mảnh thị trường sách điện tử thậm chí nhiều hơn. Do tính độc quyền và độc giả hạn chế của sách điện tử, thị trường gãy của các nhà xuất bản độc lập và tác giả chuyên ngành thiếu sự đồng thuận về tiêu chuẩn đóng gói và bán sách điện tử.
Trong khi đó, các học giả đã hình thành Text Encoding Initiative, nhằm phát triển các hướng dẫn đồng thuận cho việc mã hóa sách và các tài liệu khác về lợi ích học thuật cho nhiều cách sử dụng phân tích cũng như đọc, và vô số tác phẩm văn học và các tác phẩm khác đã được phát triển bằng cách tiếp cận TEI. Vào cuối thập kỷ 1990, một consortium được thành lập để phát triển định dạng Open eBook như một cách để các tác giả và nhà xuất bản cung cấp một tài liệu nguồn duy nhất mà nhiều nền tảng phần mềm và phần mềm đọc sách có thể xử lý. Một số học giả từ TEI đã tham gia chặt chẽ vào sự phát triển ban đầu của Open eBook. Tập trung vào tính di động, Open eBook như các tập hợp con được yêu cầu của XHTML và CSS; một tập hợp các định dạng đa phương tiện (có thể được sử dụng, nhưng cũng phải có một dự phòng ở một trong các định dạng bắt buộc) và lược đồ XML cho một "manifest", để liệt kê các thành phần của một cuốn sách điện tử cụ thể, xác định một bảng nội dung, ảnh bìa, v.v. Định dạng này dẫn đến định dạng mở EPUB. Google Books đã chuyển đổi nhiều tác phẩm thuộc phạm vi công cộng sang định dạng mở này.
Trong năm 2010, sách điện tử tiếp tục phát triển trong thị trường chuyên gia và thị trường ngầm của riêng chúng. Nhiều nhà xuất bản sách điện tử bắt đầu phân phối sách nằm trong phạm vi công cộng Đồng thời, các tác giả có sách không được nhà xuất bản chấp nhận đã cung cấp tác phẩm của họ trực tuyến để họ có thể được đọc bởi những người khác. Danh mục sách không chính thức (và đôi khi trái phép) đã có sẵn trên web và các trang dành cho sách điện tử bắt đầu phổ biến thông tin về sách điện tử cho công chúng. Gần hai phần ba thị trường xuất bản sách điện tử tiêu dùng của Hoa Kỳ được kiểm soát bởi "Big Five". Các nhà xuất bản "Big Five" là: Hachette, HarperCollins, Macmillan, Penguin Random House và Simon & Schuster.

### Thư viện
Các thư viện Mỹ bắt đầu cung cấp sách điện tử miễn phí cho công chúng vào năm 1998 thông qua các trang web và các dịch vụ liên quan của họ, mặc dù sách điện tử chủ yếu là học thuật, kỹ thuật hoặc chuyên nghiệp, và không thể tải xuống. Năm 2003, các thư viện bắt đầu cung cấp cho công chúng sách điện tử tiểu thuyết và tiểu thuyết phổ biến có thể tải xuống miễn phí, ra mắt mô hình cho mượn sách điện tử hoạt động thành công hơn nhiều cho các thư viện công cộng. Số lượng các nhà phân phối sách điện tử và các mô hình cho mượn tiếp tục tăng trong vài năm tới. Từ năm 2005 đến 2008, các thư viện đã trải qua sự tăng trưởng 60% các bộ sưu tập sách điện tử. Vào năm 2010, một nghiên cứu tiếp cận công nghệ và tài trợ thư viện công cộng của Hiệp hội thư viện Mỹ thấy rằng 66% thư viện công cộng ở Mỹ đang cung cấp sách điện tử, và một phong trào lớn trong ngành thư viện bắt đầu kiểm tra nghiêm túc các vấn đề liên quan đến việc cho mượn sách điện tử, thừa nhận "tipping point" khi công nghệ sách điện tử sẽ được thiết lập rộng rãi. Nội dung từ các thư viện công cộng có thể được tải xuống trình đọc sách điện tử bằng phần mềm ứng dụng như Overdrive và Hoopla.
Thư viện Y khoa Quốc gia Mỹ (NML) trong nhiều năm đã cung cấp PubMed, một thư mục đầy đủ về tài liệu y khoa. Đầu năm 2000, NLM đã thiết lập kho lưu trữ PubMed Central, nơi lưu trữ các phiên bản sách điện tử toàn văn của nhiều bài báo và tạp chí y khoa, thông qua hợp tác với các học giả và nhà xuất bản trong lĩnh vực này. Pubmed Central hiện cũng cung cấp lưu trữ và truy cập vào hơn 4,1 triệu bài viết, được duy trì ở định dạng XML tiêu chuẩn được gọi là Journal Article Tag Suite (hay "JATS").
Mặc dù áp dụng rộng rãi sách điện tử, một số nhà xuất bản và tác giả đã không tán thành khái niệm xuất bản điện tử, trích dẫn các vấn đề với nhu cầu của người dùng, vi phạm bản quyền và thách thức với các thiết bị và hệ thống độc quyền. Trong một cuộc khảo sát của các thủ thư interlibrary loan (ILL), người ta thấy rằng 92% thư viện giữ sách điện tử trong các bộ sưu tập của họ và 27% các thư viện đó đã thương lượng quyền đối với một số sách điện tử của họ. Khảo sát này đã tìm thấy những rào cản đáng kể để tiến hành mượn liên thư viện cho sách điện tử. Patron-driven acquisition (PDA) đã có sẵn trong nhiều năm tại các thư viện công cộng, cho phép các nhà cung cấp hợp lý hóa quy trình mua lại bằng cách cung cấp để khớp hồ sơ lựa chọn của thư viện với các tiêu đề sách điện tử của nhà cung cấp. Danh mục của thư viện sau đó được điền với các bản ghi cho tất cả các sách điện tử phù hợp với hồ sơ. Quyết định mua tên sách được để lại cho khách hàng quen, mặc dù thư viện có thể đặt điều kiện mua như giá tối đa và giới hạn mua để các quỹ chuyên dụng được chi theo ngân sách của thư viện. Cuộc họp năm 2012 của Association of American University Presses bao gồm một panel trên e-reader của PDA được sản xuất bởi báo chí đại học, dựa trên một báo cáo sơ bộ của Joseph Esposito, một nhà tư vấn xuất bản kỹ thuật số, người đã nghiên cứu ý nghĩa của PDA với một khoản trợ cấp từ Andrew W. Mellon Foundation.

#### Thách thức
Mặc dù nhu cầu về dịch vụ sách điện tử trong các thư viện đã tăng lên trong hai thập kỷ đầu của thế kỷ 21, nhưng khó khăn khiến các thư viện không thể cung cấp một số sách điện tử cho khách hàng. Các nhà xuất bản sẽ bán sách điện tử cho các thư viện, nhưng trong hầu hết các trường hợp, họ sẽ chỉ cấp cho thư viện giấy phép giới hạn cho tiêu đề, nghĩa là thư viện không sở hữu văn bản điện tử mà được phép lưu hành trong một thời gian nhất định, hoặc một số lần kiểm tra nhất định, hoặc cả hai. Khi thư viện mua giấy phép sách điện tử, chi phí ít nhất gấp ba lần so với người tiêu dùng cá nhân. Giấy phép sách điện tử đắt hơn phiên bản định dạng giấy vì các nhà xuất bản lo ngại rằng một cuốn sách điện tử được bán về mặt lý thuyết có thể được đọc và/hoặc kiểm tra bởi một số lượng lớn người dùng, có khả năng gây tổn hại đến doanh số. Tuy nhiên, một số nghiên cứu đã tìm thấy kết quả ngược lại là đúng (ví dụ, Hilton và Wikey 2010).

### Lưu trữ văn thư
Internet Archive và Open Library cung cấp hơn sáu triệu sách điện tử phạm vi công cộng có thể truy cập đầy đủ. Project Gutenberg có hơn 52.000 sách điện tử có sẵn miễn phí phạm vi công cộng.

### Máy đọc sách chuyên dụng và phần mềm di động

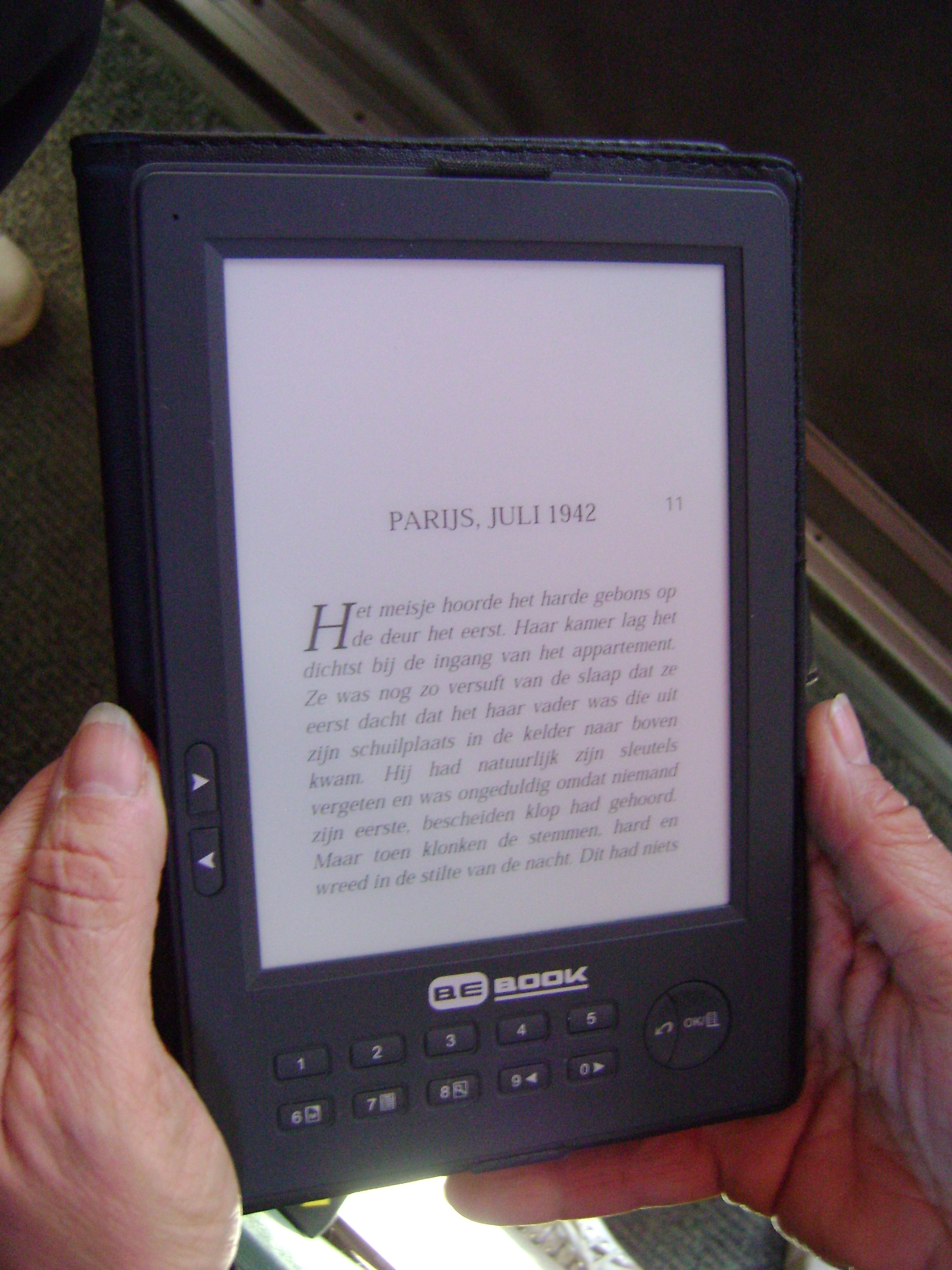
Máy đọc sách BEBook

Một e-reader, cũng được gọi là máy đọc sách, là một thiết bị di động được thiết kế chủ yếu cho mục đích đọc e-books và xuất bản điện tử. Một e-reader tương tự nhau về hình thức, nhưng mục đích hạn chế hơn so với máy tính bảng. So với máy tính bảng, nhiều máy đọc sách điện tử tốt hơn máy tính bảng để đọc vì chúng dễ mang theo hơn, dễ đọc hơn dưới ánh sáng mặt trời và có thời lượng pin dài hơn. Tháng 7 năm 2010, nhà sách trực tuyến Amazon.com báo cáo doanh số bán sách điện tử cho Kindle độc quyền vượt trội so với doanh số bán sách bìa cứng lần đầu tiên trong quý hai năm 2010, cho biết họ đã bán được 140 cuốn sách điện tử cho mỗi 100 sách bìa cứng, bao gồm cả bìa cứng mà không có phiên bản kỹ thuật số. Đến tháng 1 năm 2011, doanh số bán sách điện tử tại Amazon đã vượt qua doanh số bán bìa mềm. Trong thị trường Mỹ nói chung, doanh số bán sách bìa mềm vẫn lớn hơn nhiều so với bìa cứng hoặc sách điện tử; Hiệp hội Xuất bản Mỹ ước tính sách điện tử chiếm 8,5% doanh số tính đến giữa năm 2010, tăng từ 3% một năm trước đó. Vào cuối quý 1/2012, lần đầu tiên doanh số bán sách điện tử ở Mỹ đã vượt qua doanh số bán sách bìa cứng.
Cho đến cuối năm 2013, việc sử dụng máy đọc sách điện tử không được phép sử dụng trên máy bay khi cất cánh và hạ cánh bởi FAA. Tháng 11 năm 2013, FAA cho phép sử dụng máy đọc sách trên máy bay mọi lúc nếu nó ở Chế độ máy bay, điều đó có nghĩa là tất cả các sóng vô tuyến đều tắt và Châu Âu đã làm theo hướng dẫn này vào tháng sau. Năm 2014,  Thời báo New York  dự đoán rằng vào năm 2018, sách điện tử sẽ chiếm hơn 50% tổng doanh thu xuất bản của người tiêu dùng ở Mỹ và Vương quốc Anh.

#### Ứng dụng

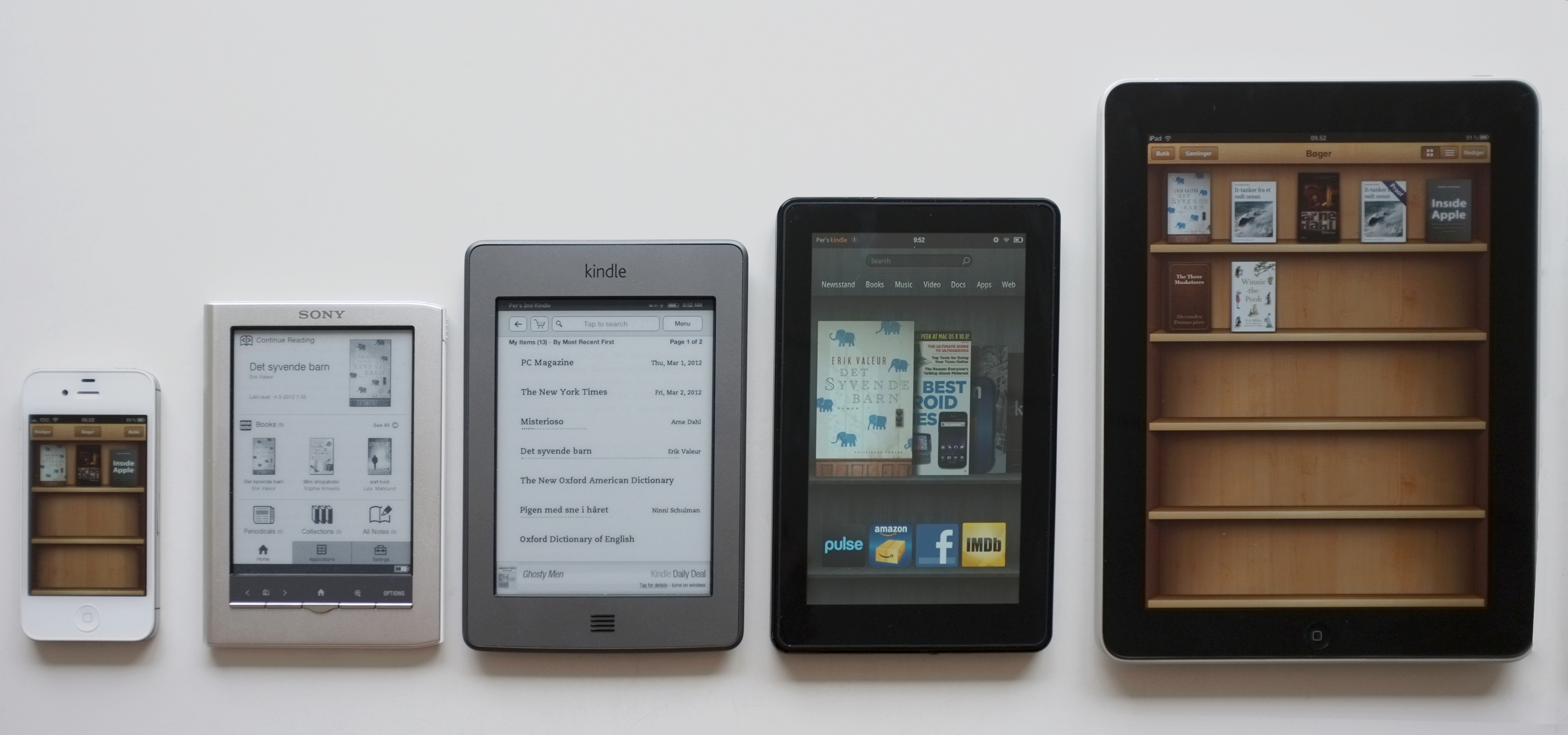
Ứng dụng đọc sách trên các thiết bị khác nhau

Một số nhà bán lẻ sách lớn và nhiều nhà phát triển bên thứ ba cung cấp miễn phí (và trong một số trường hợp bên thứ ba, ứng dụng phần mềm đọc sách điện tử trả phí cao (ứng dụng) cho máy tính Mac và PC cũng như cho Android, Blackberry, iPad, Các thiết bị iPhone, Windows Phone và Palm OS cho phép đọc sách điện tử và các tài liệu khác độc lập với các thiết bị sách điện tử chuyên dụng. Ví dụ là các ứng dụng cho Amazon Kindle, Barnes & Noble Nook, iBooks, Kobo eReader và Sony Reader.

## Đọc dữ liệu
Tất cả e-readers và ứng dụng đọc sách có khả năng theo dõi dữ liệu đọc sách điện tử và dữ liệu có thể chứa người dùng sách điện tử nào mở, thời gian người dùng đọc mỗi cuốn sách điện tử và bao nhiêu cuốn sách điện tử đã hoàn thành. Vào tháng 12 năm 2014, Kobo đã phát hành dữ liệu đọc sách điện tử được thu thập từ hơn 21 triệu người dùng trên toàn thế giới. Một số kết quả là chỉ có 44,4% độc giả Vương quốc Anh hoàn thành cuốn sách điện tử bán chạy nhất The Goldfinch và cuốn sách điện tử bán chạy nhất năm 2014 ở Anh, "One Cold Night", đã hoàn thành bởi 69% độc giả; đây là bằng chứng cho thấy trong khi sách điện tử phổ biến đang được đọc hoàn toàn, một số sách điện tử chỉ được lấy mẫu.

## So sánh với sách in

### Lợi thế

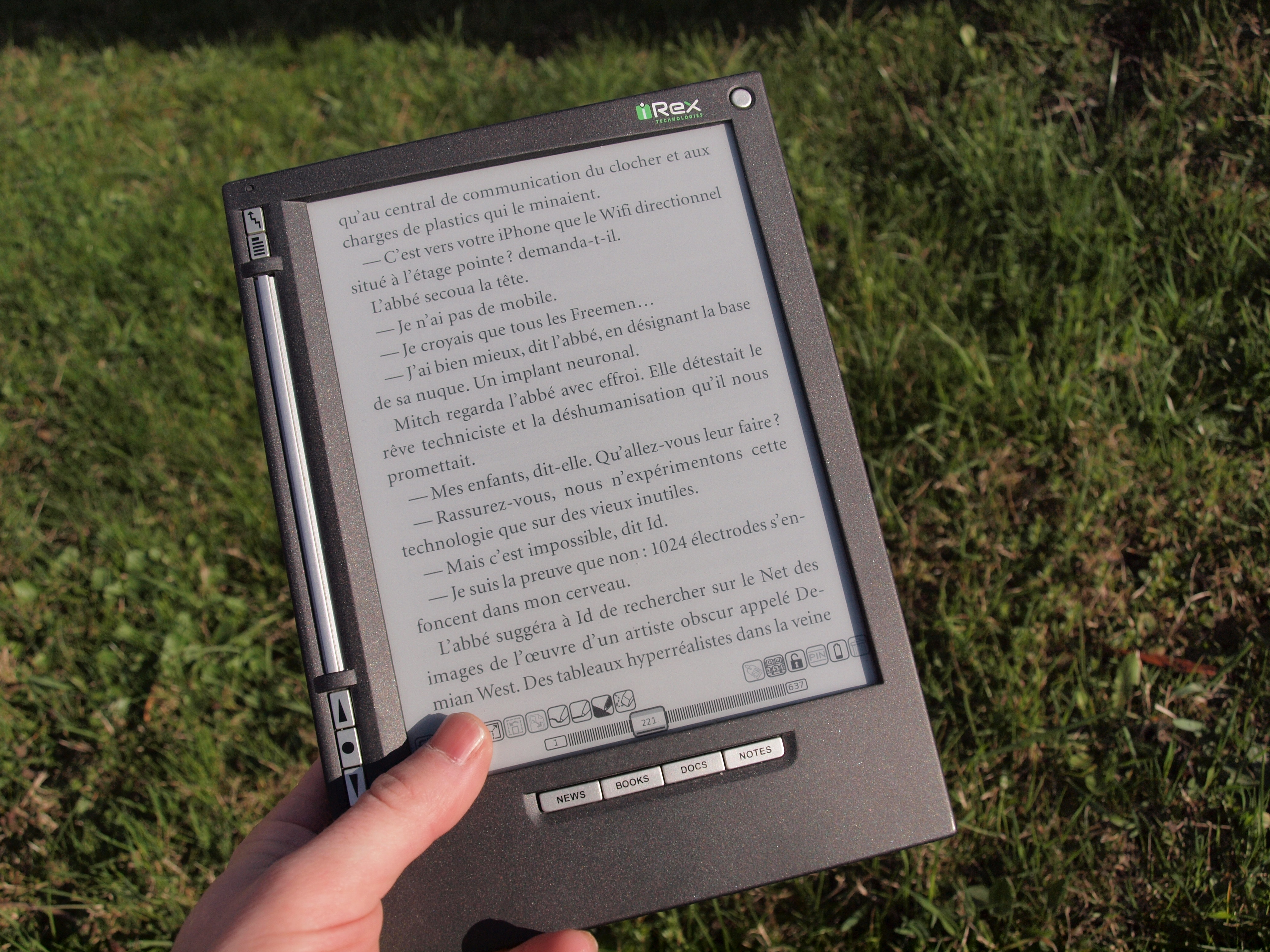
e-reader iLiad được trang bị màn hình e-paper có thể nhìn thấy dưới ánh sáng mặt trời

Trong không gian mà một cuốn sách vật lý có kích thước tương đương chiếm giữ, một e-reader có thể chứa được hàng ngàn, thậm chí hàng triệu e-books, chỉ giới hạn bởi dung lượng bộ nhớ. Tùy thuộc vào thiết bị, một cuốn sách điện tử có thể đọc được trong điều kiện ánh sáng yếu hoặc thậm chí là trong bóng tối hoàn toàn. Nhiều trình đọc sách điện tử có nguồn sáng tích hợp, có thể phóng to hoặc thay đổi phông chữ, sử dụng phần mềm chuyển văn bản thành giọng nói để đọc to văn bản cho người khiếm thị, người già hoặc người mắc chứng khó đọc cho thuận tiện. Ngoài ra, trình đọc sách điện tử cho phép người đọc tra từ hoặc tìm thêm thông tin về chủ đề ngay lập tức bằng từ điển trực tuyến. Amazon báo cáo rằng 85% người đọc sách điện tử của họ tìm kiếm một từ trong khi đọc.
Sách in sử dụng nguyên liệu thô nhiều gấp 3 lần và nước gấp 78 lần so với sách điện tử. Mặc dù một trình đọc sách điện tử có giá cao hơn hầu hết các sách riêng lẻ, sách điện tử có thể có chi phí thấp hơn so với sách giấy. Sách điện tử có thể được in với giá thấp hơn giá sách truyền thống bằng cách sử dụng máy in sách theo yêu cầu. Hơn nữa, nhiều sách điện tử có sẵn trực tuyến miễn phí trên các trang web như Project Gutenberg. Ví dụ: tất cả các sách được in trước năm 1923 đều ở phạm vi công cộng ở Hoa Kỳ, cho phép các trang web lưu trữ các phiên bản ebook của các tựa sách đó miễn phí.
Tùy thuộc vào quản lý quyền kỹ thuật số có thể, sách điện tử (không giống như sách vật lý) có thể được sao lưu và phục hồi trong trường hợp mất hoặc hư hỏng thiết bị mà chúng được lưu trữ, có thể tải xuống một bản sao mới mà không phải trả thêm chi phí từ nhà phân phối, cũng như có thể đồng bộ hóa vị trí đọc, highlight và bookmark trên một số thiết bị.

### Bất cập

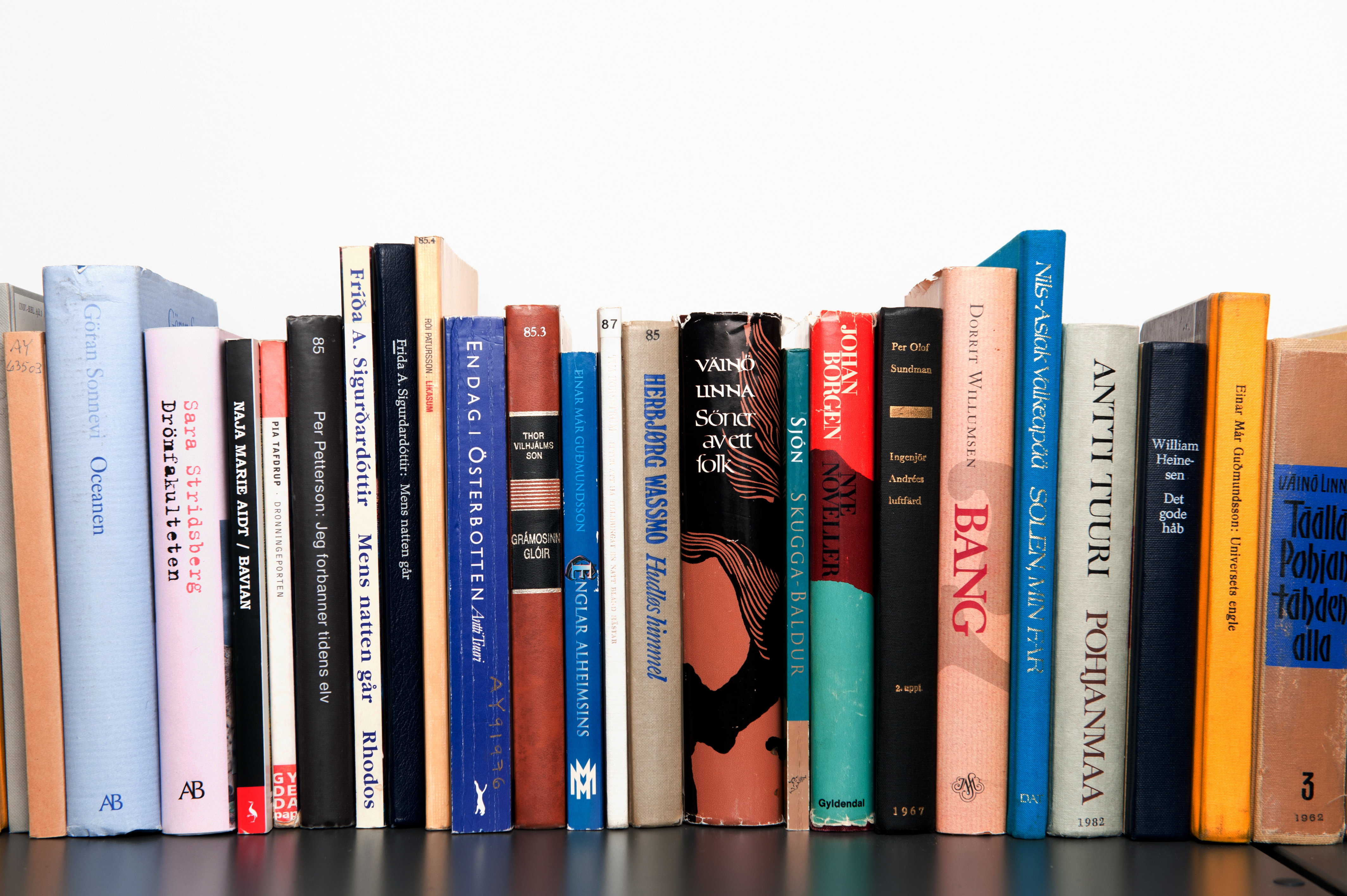
Gáy sách là một khía cạnh quan trọng trong thiết kế cuốn sách và vẻ đẹp của nó như là một đối tượng

Có thể thiếu riêng tư cho các hoạt động đọc sách điện tử của người dùng; ví dụ: Amazon biết danh tính của người dùng, người dùng đang đọc gì, người dùng đã hoàn thành cuốn sách nào, người dùng đang ở trang nào, người dùng đã sử dụng bao lâu trên mỗi trang và đoạn văn mà người dùng có thể đã tô sáng. Một trở ngại đối với việc áp dụng rộng rãi sách điện tử là một phần lớn mọi người coi cuốn sách in là một vật thể, bao gồm các khía cạnh như kết cấu, mùi, trọng lượng và sự xuất hiện trên kệ. Sách in cũng được coi là vật phẩm văn hóa có giá trị và là biểu tượng của giáo dục tự do và nhân văn. Kobo nhận thấy rằng 60% sách điện tử được mua từ cửa hàng sách điện tử của họ không bao giờ được mở và thấy rằng cuốn sách càng đắt tiền thì càng ít khả năng người đọc sẽ mở e-book.
Joe Queenan đã viết về những ưu và nhược điểm của e-books:
Sách điện tử lý tưởng cho những người coi trọng thông tin chứa trong đó, hoặc những người có vấn đề về thị lực, hoặc những người thích đọc trên tàu điện ngầm, hoặc những người không muốn người khác thấy họ đang vui vẻ như thế nào, hoặc những người có lưu trữ và vấn đề lộn xộn, nhưng chúng vô dụng đối với những người đang dấn thân vào một cuộc tình mãnh liệt, trọn đời với những cuốn sách. Những cuốn sách mà chúng ta có thể chạm vào; những cuốn sách mà chúng ta có thể ngửi thấy; những cuốn sách mà chúng ta có thể phụ thuộc vào.

Ngoài tất cả các khía cạnh cảm xúc và thói quen, còn có một số vấn đề về khả năng đọc và khả năng sử dụng cần được giải quyết bởi các nhà xuất bản và nhà phát triển phần mềm. Nhiều người đọc sách điện tử phàn nàn về mỏi mắt, thiếu tổng quan và mất tập trung có thể được giúp đỡ nếu họ có thể sử dụng một thiết bị phù hợp hơn hoặc ứng dụng đọc thân thiện hơn với người dùng, nhưng khi họ mua hoặc mượn sách điện tử được bảo vệ bởi DRM, họ sẽ thường phải đọc sách trên thiết bị hoặc ứng dụng mặc định, ngay cả khi nó không đủ chức năng.
Trong khi sách giấy dễ bị hư hỏng từ nhiều mối đe dọa khác nhau, bao gồm dính nước, ẩm mốc, mất cắp, file e-books có thể bị hỏng, bị xóa hoặc bị mất cũng như vi phạm bản quyền. Trong trường hợp quyền sở hữu một cuốn sách giấy khá đơn giản (mặc dù có các hạn chế về việc thuê hoặc sao chép các trang, tùy thuộc vào cuốn sách), người mua file kỹ thuật số của sách điện tử có quyền truy cập có điều kiện với khả năng mất quyền truy cập vào sách điện tử do các điều khoản quản lý quyền kỹ thuật số, các vấn đề bản quyền, việc kinh doanh của nhà cung cấp không thành công hoặc có thể nếu thẻ tín dụng của người dùng hết hạn.

## Thị Phần

### Mỹ
| \| Doanh số bán sách tiểu thuyết&tiểu thuyết người lớn ở Mỹ năm 2014[54] \| Doanh số bán sách tiểu thuyết&tiểu thuyết người lớn ở Mỹ năm 2014[54] \| Doanh số bán sách tiểu thuyết&tiểu thuyết người lớn ở Mỹ năm 2014[54] \| Doanh số bán sách tiểu thuyết&tiểu thuyết người lớn ở Mỹ năm 2014[54] \| Doanh số bán sách tiểu thuyết&tiểu thuyết người lớn ở Mỹ năm 2014[54] \| \| --------------------------------------------------------------------- \| --------------------------------------------------------------------- \| --------------------------------------------------------------------- \| --------------------------------------------------------------------- \| --------------------------------------------------------------------- \| \| Người bán \| Người bán \| \| Phần trăm \| Phần trăm \| \| Người lớn không hư cấu bản in \| Người lớn không hư cấu bản in \| \| 42.0% \| 42.0% \| \| Tiểu thuyết người lớn bản in \| Tiểu thuyết người lớn bản in \| \| 23.0% \| 23.0% \| \| Ebook dành cho người lớn \| Ebook dành cho người lớn \| \| 21.0% \| 21.0% \| \| Ebook dành cho người lớn (không có ISBN) \| Ebook dành cho người lớn (không có ISBN) \| \| 6.0% \| 6.0% \| \| ebook người lớn không hư cấu \| ebook người lớn không hư cấu \| \| 6.0% \| 6.0% \| \| ebook người lớn không hư cấu(không có ISBN) \| ebook người lớn không hư cấu(không có ISBN) \| \| 2.0% \| 2.0% \| |                                             |  |           |           |
| Doanh số bán sách tiểu thuyết&tiểu thuyết người lớn ở Mỹ năm 2014 |                                             |  |           |           |
| Người bán | Người bán                                   |  | Phần trăm | Phần trăm |
| Người lớn không hư cấu bản in | Người lớn không hư cấu bản in               |  | 42.0%     | 42.0%     |
| Tiểu thuyết người lớn bản in | Tiểu thuyết người lớn bản in                |  | 23.0%     | 23.0%     |
| Ebook dành cho người lớn | Ebook dành cho người lớn                    |  | 21.0%     | 21.0%     |
| Ebook dành cho người lớn (không có ISBN) | Ebook dành cho người lớn (không có ISBN)    |  | 6.0%      | 6.0%      |
| ebook người lớn không hư cấu | ebook người lớn không hư cấu                |  | 6.0%      | 6.0%      |
| ebook người lớn không hư cấu(không có ISBN) | ebook người lớn không hư cấu(không có ISBN) |  | 2.0%      | 2.0%      |

Năm 2015, Author Earnings Report ước tính Amazon chiếm 74% thị phần e-books bán ra tại Mỹ. Và cuối năm 2016, Report của năm nay cho biết Amazon chiếm 80% thị phần e-book tại Mỹ.

### Canada
| \| Thị phần e-readers tại Canada bởi Ipsos Reid tháng 1/2012 [57] \| Thị phần e-readers tại Canada bởi Ipsos Reid tháng 1/2012 [57] \| Thị phần e-readers tại Canada bởi Ipsos Reid tháng 1/2012 [57] \| Thị phần e-readers tại Canada bởi Ipsos Reid tháng 1/2012 [57] \| Thị phần e-readers tại Canada bởi Ipsos Reid tháng 1/2012 [57] \| \| -------------------------------------------------------------- \| -------------------------------------------------------------- \| -------------------------------------------------------------- \| -------------------------------------------------------------- \| -------------------------------------------------------------- \| \| Người bán \| Người bán \| \| Phần trăm \| Phần trăm \| \| Kobo \| Kobo \| \| 46.0% \| 46.0% \| \| Amazon \| Amazon \| \| 24.0% \| 24.0% \| \| Sony \| Sony \| \| 18.0% \| 18.0% \| \| Khác \| Khác \| \| 12.0% \| 12.0% \| |           |  |           |           |
| Thị phần e-readers tại Canada bởi Ipsos Reid tháng 1/2012 |           |  |           |           |
| Người bán | Người bán |  | Phần trăm | Phần trăm |
| Kobo | Kobo      |  | 46.0%     | 46.0%     |
| Amazon | Amazon    |  | 24.0%     | 24.0%     |
| Sony | Sony      |  | 18.0%     | 18.0%     |
| Khác | Khác      |  | 12.0%     | 12.0%     |

### Tây Ban Nha
Năm 2013, Carrenho ước tính e-books chiếm khoảng 15% thị phần tại Tay Ban Nha năm 2015.

### Vương quốc Anh
Theo Nielsen Book Research, thị phần e-book share gia tăng từ 20% lên 33% giữa các năm 2012 và 2014, nhưng giảm xuống 29% vào Q1/2015. Các đầu sách do Amazon xuất bản và tự xuất bản chiếm 17 triệu trong số những cuốn sách đó (trị giá £58 triệu) năm 2014, chiếm 5% thị trường sách nói chung và 15% thị trường kỹ thuật số. Doanh số khối lượng và giá trị, mặc dù tương tự như năm 2013, đã tăng 70% kể từ năm 2012.

### Đức
Báo cáo Wischenbart Report 2015 ước lượng thị phần sách điện tử tại Đức là 4.3%.

### Brazil
Thị trường sách điện tử Brazil chỉ mới nổi lên. Người Brazil là những người am hiểu công nghệ và thái độ đó được chia sẻ bởi chính phủ. Trong năm 2013, khoảng 2,5% tất cả đầu sách thương mại được bán ở định dạng kỹ thuật số. Đây là mức tăng trưởng 400% so với năm 2012 khi chỉ có 0,5% đầu sách thương mại là kỹ thuật số. Trong năm 2014, tốc độ tăng trưởng chậm hơn và Brazil có 3,5% đầu sách thương mại được bán dưới dạng sách điện tử.

### Trung Quốc
Báo cáo Wischenbart 2015 ước tính thị phần sách điện tử sẽ ở xung quanh 1%.

## Sách phạm vi công cộng
Sách phạm vi công cộng là à những sách đã hết hạn bản quyền, có nghĩa là chúng có thể được sao chép, chỉnh sửa và bán tự do mà không bị hạn chế. Nhiều sách trong số này có thể được tải xuống miễn phí từ các trang web như Internet Archive, ở các định dạng mà nhiều trình đọc sách điện tử hỗ trợ, chẳng hạn như PDF, TXT, và EPUB. Sách ở các định dạng khác có thể được chuyển đổi sang định dạng tương thích với trình đọc sách điện tử bằng phần mềm viết sách điện tử, ví dụ Calibre.